# 深圳日本人学校学生遇害事件
2024年9月18日上午，一名于中国大陆深圳日本人学校就读的十岁日本籍男童在离校门外200米处被44岁中国大陆籍男子鐘長春持刀袭击受伤，翌日凌晨于医院不治身亡。男子以現行犯被捕，当局未及时披露其作案动机，事件细节在后来的司法判决中仍不明朗。这是事发近三个月内，中国大陆发生的第二起日本人学校学生被袭击事件。有意见担忧中国民族主义情绪会催生更多针对外国人暴力行为。
事件加剧了在华日侨日企的不安情绪。日方要求北京采取包括管控社交媒体平台恶意反日内容在内的具体措施以防类似事件再次发生，以及查清案件真相並作出明确说明。北京当局则一再设法避免该所谓“个案”“政治化和扩大化”。之后中方对日方表示已意识到社交平台“不实信息”泛滥现状，在司法程序取得进展后会就该案作出说明。
深圳市中级人民法院于2025年1月24日对此案一審，同日即判处被告鐘長春死刑。其中判决未提及日本，而是指出被告为博取关注而行凶。同年4月21日，中國外交部通知日本駐華大使館，鐘長春已被執行死刑，對此日方表示知悉核實中，也稱沒有獲得進一步細節。

## 背景
深圳市是中华人民共和国改革开放设立的第一批经济特区。据日本外务省2023年的统计，深圳有日本公民约3600人居住，是中国大陆日本居民数量第五多的城市。深圳日本人学校成立于2008年。根据学校网站2024年4月的数据，学校有小学生216名，中学生57名。其所在的社区有很多日本人居住。
尽管中国大陆的日本人学校均为合法开办，符合外籍人员子女学校有关规定，但中国大陆互联网上始终存在大量针对日本人学校的谣传与暴论，甚至断言其“培养间谍”。前日本驻北京大使垂秀夫指出，有不少人受到煽动，向日本人学校投掷石子，或是擅自拍摄视频。他担任大使时曾反复要求中国当局删除相关视频，但对方始终置若罔闻。当时作为日本候任首相的石破茂称，中國是一个信息管控很严格的國家，反而对此类信息消极管控。
2024年6月，苏州市曾发生过涉及日本人学校学生的袭击，导致校车上的一名中国员工（胡友平）身亡，一对日本母子受伤。在苏州袭击事发的两周前，中国东北吉林市也有4名美国公民被刺伤。当局认为这两起事件皆为“偶发事件”，然未曾透露有关动机。
事发当天正值1931年舊日本陸軍关东军占领中国东北（关东）的九一八事变93周年纪念日。这一日期与中国反日情绪密切相关。

## 经过
2024年9月18日上午7时55分，深圳日本人学校10岁学生沈某（日本籍，中日混血，父母分别是日本公民和中国公民）在母亲陪同下前往学校。在距离学校门口约200米的贝塔玛国际蒙特梭利儿童学院西侧人行道上，沈某被44岁的中国男子钟長春持刀袭击，腹部和大腿被刺多刀。
据《联合早报》记者采访的附近居民说，案发时母子两人正骑电动自行车上学（深圳警方通報稱是步行上学），男孩被刺伤后双眼睁大倒在血泊之中，腹部伤势严重，脏器外露，几名路人尝试对男孩进行心肺复苏。
救护车早上8时05分抵达事發现场，沈某在8时15分送达深圳市前海蛇口自贸区医院进行抢救，恢复心跳后送手术室，終因伤势过重于9月19日凌晨1时36分去世。救治過程中得到深圳市人民医院、深圳市儿童医院、香港大学深圳医院、深圳市南山区人民医院與广州市妇女儿童医疗中心的多学科专家支援。

### 后续
案发現場聚集了來自街道辦、深圳市政府外事办公室及公安局的官員了解情況。在場官員稱，學校在案發後已通知家長中午將孩子接走。随后環衛人員使用高壓水槍清洗案发現場。
深圳市公安局南山分局在事發當天下午兩點多首先發布一個十分簡短的通報，全文如下：「今早8時許，南山區招商街道轄內發生一起持刀傷害路人警情，致未成年人沈某受傷，現場抓獲嫌疑人鍾某（男，44歲）。目前，案件偵辦和傷員救治工作正在進行中。」
深圳市公安局於9月20日中午公佈稍為詳細的案情：行兇者钟某当场抓获，于案发当日被深圳市公安机关刑事拘留。钟某本人对持刀伤害该学生的行为供认不讳。经调查该案属偶发个案，钟某为单人作案，但文中沒有公佈其行兇作案動機。日本驻广州总领事馆總領事貴島善子表示，負責日本人學校附近安保工作的警方人員最终控制住了钟某。
在9月20日晚上，微信群開始流傳署名小山純平的遇害男童父親「公開信」，內文表示他不會憎恨中國，同樣也不會憎恨日本，不希望由極少數持扭曲思想的卑劣之人的罪行，來破壞兩國的關係。「我唯一的願望就是，這樣的悲劇不再重演。」，公開信全文截圖在中国互联网上流传，但很快遭到删除。
2024年11月30日，消息人士透露中国警方以涉嫌杀人逮捕涉事男子，但并未公布其作案动机等背景信息。
12月27日，日本外相岩屋毅访华回国后在记者会上透露，中方通报嫌疑人已被起诉。

## 凶手
深圳市公安局9月20日公布：嫌疑人钟某为44岁无固定职业之汉族男性，2015年曾因涉嫌破坏公用电信设施被东莞警方取保候审，2019年曾因涉嫌虚构事实扰乱公共秩序被深圳警方行政拘留。
10月18日，据《讀賣新聞》援引知情人士的消息透露，嫌犯因求职无果对社会感到不满，希望干点大事。他认为，刺伤日本人会引发强烈的反响，并且可能会获得一些人的支持。该男子非广东省人，案发时住在东莞。日本人学校地址是通过网络搜索得到的。

### 审判
2025年1月24日，深圳市中级人民法院对本案一審，判处被告鐘長春死刑。公审不向媒体公开，日本驻广州总领事貴島善子到场旁听。据日本駐北京大使金杉宪治透露，判决指出被告为了在互联网上博取关注而购买刀具杀害儿童，作案之后还打电话给媒体，极其残忍。被告在庭审中屡次擅自发言，其中提到“想跟被害者的家人、律师，还有日本大使馆说话”，均被审判长制止。在审判的最后允许被告发言时，被告说“如果你们不满足我的要求的话，那我也没有什么好说的了”，然具体要求不明。在庭审中，对被告的认罪与否未进行明确的确认，且检方未提出量刑请求。事件详情仍不明朗，不清楚事件动机与背景是否与日本有关。

### 執行死刑
2025年4月21日，中國外交部知會日本駐華大使館，表示鐘長春已被執行死刑，消息於當天晚上由日本共同社報道。

## 反应

### 日本
9月18日上午，日本内阁官房的例行记者会上有记者就这一事件提问。内阁官房副长官森屋宏表示，政府已通过日本驻广州总领事馆向中方提出要求，希望中方采取措施防止类似事件再次发生；总领馆已经派出工作人员前往当地。
是日傍晚，日本外务省事務次官冈野正敬召见中国驻日本大使吴江浩，強硬指出：「如果不能保障在華日本僑民的安全與安心，將影響到日中關係的根本」，并要求中方强化日本人学校周边的警卫，防止类似事件再次发生。
| 日本国驻华大使馆 （Embassy of Japan in China） | X的logo，一个风格化的X字母 |
| @Japan_Emb_inCN                                | X的logo，一个风格化的X字母 |

9月18日，深圳日本人学校的一名儿童在上学途中遇袭受伤，最终抢救无效于19日凌晨死亡。对此我馆深感痛心和遗憾，并表示由衷的哀悼。我馆认为事态严重，衷心希望中国政府尽最大努力保护在华的日本侨民，查明真相，防止此类事件再次发生。
2024-09-19
9月19日，日本外務大臣上川阳子在外务省接受采访时表示：“这是卑劣的行为，感到非常遗憾。禁不住深感悲痛。”她表示将继续要求中方确保日侨安全。得知遇袭学生去世的消息后，日本內閣總理大臣岸田文雄表示深感悲痛，凶手的行为极其卑劣，强烈要求中国政府向日方说明事情的经过，并确保在华日本人的安全，同时日本政府也会尽最大努力。日本驻华大使馆同日下半旗致哀。
9月20日，日本外相上川陽子表示，計劃就日本男童遇害事件派遣副外相到中國。
9月22日，日本副外相柘植芳文啟程前往北京。翌日早上九時許，柘植芳文在北京與中國外交部副部長孙卫东會談約80分鐘，要求採取具體措施保障在華日本僑民安全、為防止類似事件再次發生，日方要求徹底管控中國社交平台上「毫無根據且性質惡劣的反日帖文」、並再次要求中方查清包括作案動機在內的真相並給出明確說明；孙卫东對事件表示遺憾痛惜，向男童家屬表示慰問，強調這是一起孤立個案，中國是法治國家，一直並將繼續採取有效措施，保障所有在華外國公民的安全；會後柘植芳文並表示中方仍然没有明确说明作案者动机，也没有明确回答互联网上的反日言论，而这些都是不能不解决的问题。
同日下午6時半，柘植芳文與中国日本商会、北京日本人俱樂部和北京日本人學校的相關人員會面，柘植表示日本政府採取額外措施：首先將從目前外務省預算中撥出約4300萬日圓，用於加強所有在華日本人學校保安人員數量，以保障校車接送服務和學校周邊環境安全防範等應急措施。並在明年日本政府預算中，要求比前一年增撥約3.5億日圓，用於各地日本人學校的校車保安費用。
9月23日紐約時間下午2時半（北京時間24日凌晨2時半），外務大臣上川陽子在紐約联合国总部大楼與中共中央政治局委員兼中國外交部長王毅會面接近一小時，會談大部分時間都在討論男童遇襲身亡案，上川陽子向中方重申與同日在北京的副外相柘植芳文一樣的三點要求，王毅表示依法調查處理深圳日本學生遇襲這起個案，也將一如既往依法保障所有在華外國公民的安全，日方應當冷靜理性看待，避免政治化和擴大化。
9月24日早上，金杉憲治到訪有接近1800家日資企業的遼寧省大連市，與中共大連市委書記熊茂平會談，稱現在「情況極其嚴峻」，要求加強大连日本人学校的安全措施，熊茂平稱已採取在學校週邊增派保安等具體措施（但翌日大连日报中並沒提及），下午到訪大连日本人学校。
此外，事件正值日本自由民主党总裁选举和立宪民主党代表选举，兩黨候選人亦表達對是次事件的關注。
9月25日，日本外務省官方網站更新赴華旅行資訊。危險等級雖然沒有提高，但在中國概況的描述中加入「路上遇到持刀襲擊等暴力事件發生，並有日本公民被殺」，呼籲日本國民注意周圍環境並提高警惕。
日本自民黨候任總裁及候任首相石破茂在9月29日稱，事發时恰是「九一八事變」93週年，認為这天中國反日情緒容易上升，中國還是一個資訊管控很嚴格的國家，但為何未有積極地加強資訊管控。
10月10日，日本首相石破茂在出席东盟系列峰会期间会见了中国国务院总理李强，就苏州和深圳发生的日本儿童遇袭伤亡事件，强烈要求中国政府迅速说明事实，确保在华日本人的安心与安全，并且强调了整治社交媒体上恶性反日言论的重要性。
2025年1月24日，日本驻北京大使金杉宪治在行凶者被宣判死刑后的记者会上补充道，“我们一直感觉到日本和日本人在中国总是被另眼相看”，同时其个人认为此次事件一审判决速度非常快。金杉宪治还表示会继续强化在华日侨安全对策。

### 中国大陆
9月18日中华人民共和国外交部记者会上，有多名记者向外交部发言人林剑提问，但林剑仅通报了事件概况，没有做出评价。外交部网站上仅记录了5次提问中的1次。
19日，事发次日，外交部发言人林剑表示，这是一起个案，类似案件在任何国家都有可能发生，相信个别案件不会影响中日两国交往与合作。外交部副部长孙卫东在同一天对日本驻华大使金杉宪治表示，凶手有犯罪前科。
事件在中国大陆民间引起震荡，舆论呈现两极分化。一些评论者认为这是日本侵华战争罪行的“因果报应”，赞扬袭击者，或者暗示袭击是日本策划的，目的是赢得同情，同时对“日本人学校”表达厌恶。也有许多中国民众表示震惊与愤怒，有人认为这是政府长期仇日宣传下导致的惨剧。事發翌日起，陆续有市民自发到案发现场献花悼念，截至9月20日已经超过1000束，外交部发言人林剑在23日回答凤凰卫视记者提问时称这正反映了中国民众尊重生命的朴素情感。
事發後中國主流媒體一度噤聲，微博等社交平台上的相關討論也被封鎖。《財新》、《鳳凰新聞》等媒體曾在19日报道該事件，後遭刪除。直到事發兩日後，中国官媒才开始报道和評論案件，强调案件系“偶发个案”。
9月20日中午《深圳特区报》在其微信公眾號發文，形容相關暴力行為是「在挑戰人類文明底線，是對法律的挑戰」，认为“极端个案也绝不能反映社会的整体状况”。《南方都市报》亦在其微信公眾號發文要求「严惩凶手，绝不容忍任何违法暴力行为」，同時表示「文明、法治与和平是全人类弥足珍贵的价值共识，任何违法暴力行为都是绝不允许的」。被認為立场偏民族主義的观察者网對犯罪个案進行譴責，表示：“向孩子举起屠刀的人，是十恶不赦的”。同时文章也宣称，將責任怪罪到「仇恨教育」，甚至「愛國主義教育」上，是在“轉移輿論焦點”，也是“一种对罪行的开脱”。意在制止将“个案”关联到“普遍性的社会问题”，甚至“上升到体制机制”等“更大层面的质疑和否定”。
9月21日，短视频平台快手宣布处置90余个传播不实消息、涉及煽动中日对立的账号。
9月23日外交部记者会上，当被日本放送协会记者问及如何应对日方要求的管控网络社交媒体“反日言论”时，发言人林剑回应称“中国没有所谓‘仇日教育’”，重提当地有不少市民在事后献花悼念，反对暴力。另一厢，中国大陆有民族情绪声音称，在日中国人过往也遇过一些暴力事件，但日本人没有“反省”是“日本仇中宣傳導致”，中国记者也没有提问是否为“政治案件”。然而有网民称查核后发现一些声称是针对在日中国人的暴力事件大多数与国籍身份无关。
10月16日外交部记者会上，在被问到事件调查进展时，发言人毛宁表示公安机关正在依法推进案件办理。10月17日，外交部副部长邓励与到访的日本外务省领事局长岩本桂一在北京举行磋商。岩本桂一在磋商后透露，中方表示将在司法程序取得进展的阶段就该案做出说明，以及中方表示已经认识到社交平台上不实信息泛滥的现状，若其违反法律法规将切实采取措施，展现出积极态度。

### 台灣
中華民國外交部對該案件表達哀悼、對受害者及其家屬表達慰問，並提醒民眾赴中國大陸注意安全。

## 影响
该事件对在华日本人社群造成巨大冲击。事后，中国各地的日本人学校均加强防范。深圳日本人学校在19、20日停課，之後一週改以線上授課，至黃金週假期結束後，學校才恢復上學
；上海日本人学校允许学生留在家中。广州日本人学校、北京日本人学校9月18日当天停止课外活动，并提醒学生和家长减少不必要的外出，不要在外大声说日语，日本驻华大使馆向全体在华日本人发送了注意安全的邮件；日本駐香港總領事館發出通告提醒居港日本人，尤其在特定日子關注周邊情况，包括：5月4日、7月7日、8月15日、9月3日、9月18日、9月30日、12月13日、12月25日。
深圳之日僑家長籠罩著不安情緒，深圳日本人學校周邊也有一些面向日本人的補習班和幼兒園，但事件後日本人減少外出，至事發一週後的早晨也不見人影。據共同社報道，一些駐在人員已在中國國慶長假前讓家人暫時返回日本，有家長稱「不知道真相，會加劇不安」，也不敢讓日本人子女獨自出門；而广州日本人学校決定，從國慶節長假後開始，13條線路的校車將全程配備一名保安。費用將由廣州日本商工會為主體的學校理事會承擔。
事件亦加深了在华日企的不安感，北京的日本駐華大使館和由日企組成的「中國日本商會」、北京日本人俱樂部、北京日本人學校等數十人在9月19日傍晚於大使官邸召開緊急會議，日本商會會長本間哲朗（松下控股副社長）表示「再度發生遇害事件極度遺憾」「商會對此事極為重視」要求加強保障在華日本國民及其家屬之安全。
松下将为携家人驻华的日籍员工提供临时回国安排，東芝公司也向在華出差及常駐員工發出通知。另有某驻深圳的日本电子产品制造商提醒员工外出时避免做出引人注目的行为。该公司高层表示“如果类似事件连续发生就不能说是偶然，不得不对在华业务变得谨慎”。
此外，由于《中华人民共和国反间谍法》实施已导致先前有多名日本人被判刑，日本政府官员认为这一事件将“会进一步影响两国之间的人员往来”。